# Драган Антић (певач)
Драган Антић (Београд, 15. јун 1949) српски је поп певач.
У конкуренцији од 120 младих певача, освојио је прво место у емисији Студио шест вам пружа шансу и као награду добио право да пева са Златним дечацима у Дому омладине. Тада је, од Слободана Бобе Стефановића који је био солиста Златних дечака, добио и прве савете о томе како треба певати, како се понашати на позорници, пред микрофоном...
Први концерти, први контакти са приредбама и публиком, показали су му да није довољно имати само глас, па је код професорке Зденке Зукове музичког педагога која је ишколовала многе певаче, школовао глас.
Прву озбиљнију шансу добио је на Београдском пролећу 1969. године, где је певао песму Носим те у себи.
Највише је сарађивао са композиторима Александром Ацом Кораћем и Тугомиром Видановићем.
Био је ожењен са изузетно популарном Зораном Лолом Новаковић, са којом је отпевао и чувени хит Чамац на Тиси.

## Фестивали
Београдско пролеће:
- Носим те у себи, '69
- Због једне жене, '70
- Љуби ме, '71, друга награда публике
- Ја се враћам, '73, награда публике, награда гледалаца телевизије и слушалаца радија
- Успомене и путеви, '74
- Ти и ја, '75
- Не дај срце, '77, друга награда публике

Ваш шлагер сезоне, Сарајево:
- Зашто да не узмем њу, '71, победничка песма
- Доћи ће наши дани, '72

Опатија:
- Више нећеш бити моја (алтернација са Кићом Слабинцем), '70

Југословенски избор за Евросонг:
- Збогом мама, збогом тата, Сарајево '72

Сплит:
- Балада о рибару, '72, награда Златна амфора за најбољу интерпретацију

Загреб:
- Завежите ми очи, '70
- Да сам твој, '71

Акорди Косова:
- Санија, '71

Хит парада, Београд:
- Не дај срце, '74

Хит лета:
- Одвешћу те љубави, '77

Фестивал ЈНА:
- Кад јесен дође, '70
- Пешадијо, пешадијо, '71
- Песма ракетних јединица, '78

## Албуми
- Драган Антић, 1972 (ПГП РТБ)

## Синглови
- Због једне жене, 1970 (ПГП РТБ)
- Више нећеш бити моја / Много тражиш од живота, 1970 (ПГП РТБ)
- Зашто да не узмем њу / Касно је за љубав, 1971 (ПГП РТБ)
- Пруга Београд - Бар, 1971 (ПГП РТБ)
- Љуби ме / Да сам твој, 1971 (ПГП РТБ)
- Балада о рибару / Ја блага немам, 1972 (Југотон)
- Поред тебе / Санија, 1972 (ПГП РТБ)
- Доћи ће наши дани / Моје лудо срце, 1972 (ПГП РТБ)
- Ко те буди / Залуд те чекам, 1972 (ПГП РТБ)
- Мој дом / Да ли те воли као ја, 1973 (ПГП РТБ)
- Ја се враћам / Дозволи ми, 1973 (ПГП РТБ)
- Свирај моју музику / Успомене и путеви, 1974 (ПГП РТБ)
- Врати се / Ноктурно, 1974 (ПГП РТБ)
- Ја знам све / Анжелика, 1974 (ПГП РТБ)
- Дај ми цвет / Волим те, 1975 (ПГП РТБ)
- Ти и ја / Стари рок, 1975 (ПГП РТБ)
- Одвешћу те љубави / Моје срце је путник, 1977 (ПГП РТБ)
- Не дај срце / Како срце да ти дам, 1977 (ПГП РТБ)
- Живела Југославија / Коњух планином, 1980 (Југотон)

## Филмографија
| Год.     | Назив                         | Улога |
| -------- | ----------------------------- | ----- |
| 1970.-те |                               |       |
| 1970.    | Један човек - једна песма     |       |
| 1973.    | Наше приредбе                 |       |
| 1973.    | Београдско пролеће, други део |       |